# Danmarks Meteorologiske Institut
Danmarks Meteorologiske Institut (kurz DMI) ist Dänemarks amtliches meteorologisches Institut, das vom dänischen Ministerium für Klima- und Energiewesen verwaltet wird. Das Institut erstellt Wettervorhersagen für Dänemark, Grönland und die Färöer. Die 1872 erfolgte Gründung geht vor allem auf die Bemühungen von Ludwig August Colding zurück und erfolgte unter der Federführung der dänische Marine.

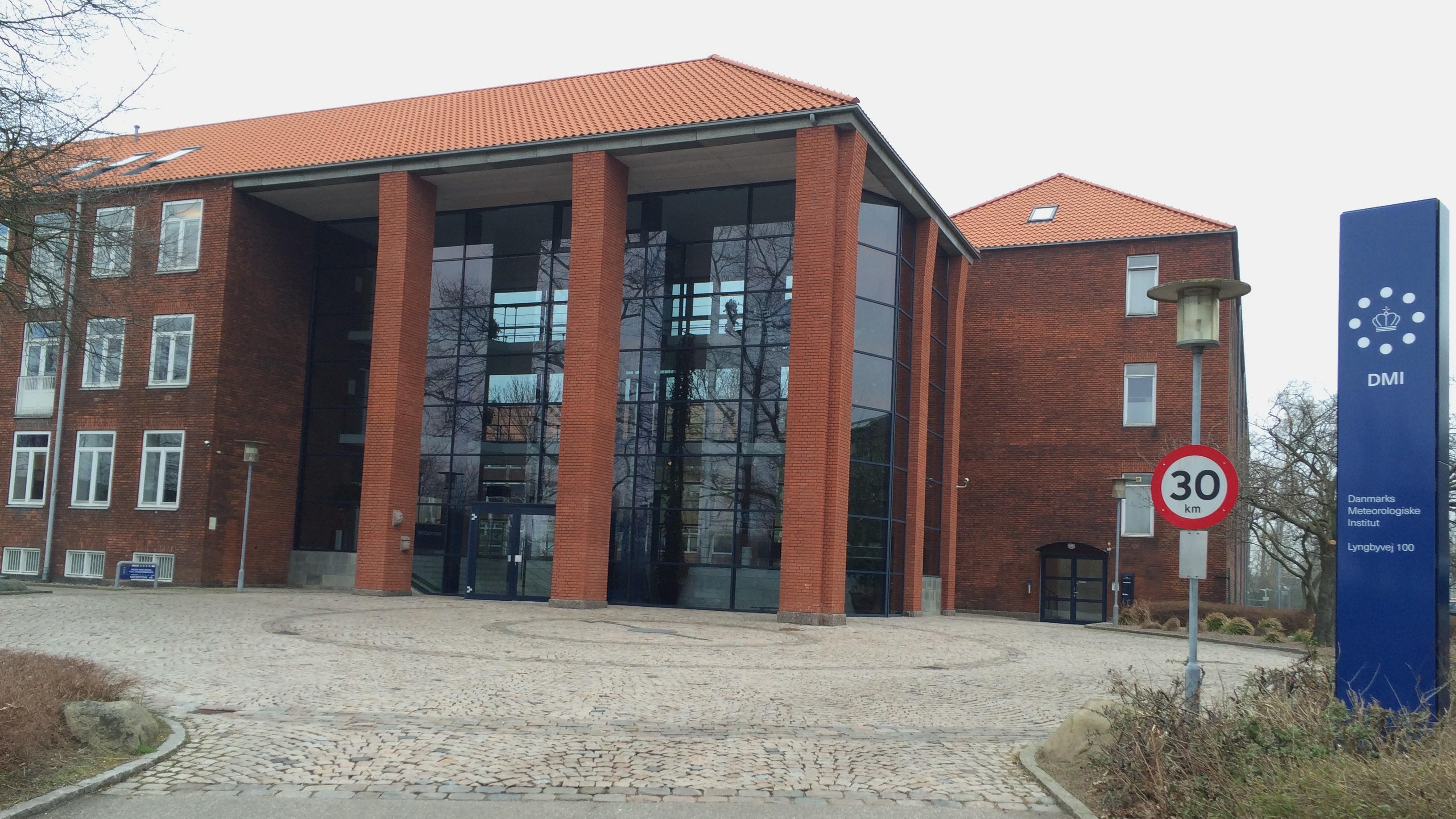
Danmarks Meteorologiske Institut (2016)

1926 wurde für die zivile Luftfahrt ein meteorologischer Dienst gegründet, welcher der Luftfahrtverwaltung unterstellt war. Zu Zwecken der Verteidigung gründete das Verteidigungsministerium 1953 einen eigenen Wetterdienst. Das heutige DMI entstand 1990 durch die Fusion der drei damals getrennt bestehenden Wetterdienste. Das DMI hat ungefähr 380 fest angestellte Mitarbeiter, hinzu kommen ungefähr 450 ehrenamtliche Wetterbeobachter.
Das Institut wurde gegründet, um das Wetter zu beobachten, die Ergebnisse der Allgemeinheit bekannt zu machen und um die Wissenschaft der Meteorologie weiterzuentwickeln. Diese Aufgaben gehören auch in der Gegenwart zu den wichtigsten Zielen des DMI, obwohl die Anforderungen an das DMI und die Mittel dazu sich mit dem Aufkommen der modernen Technik geändert haben.
Räumlich ist das DMI für das Königreich Dänemark verantwortlich, einschließlich der Hoheitsgewässer und des Luftraums Grönlands und der Färöer. Es überwacht dabei Wetter, Klima und Umweltbedingungen in der Atmosphäre, zu Land und auf See. Das primäre Ziel ist dabei der Schutz von Leben und Eigentum sowie die Schaffung einer Planungsgrundlage für die Streitkräfte, die Luft- und Schifffahrt und den Straßenverkehr.
Zu den Abnehmern der Dienstleistungen des DMI gehören die Medien, Gewerbe und Industrie, Fischereiwesen, landwirtschaftliche Betriebe und andere interessierte Gruppen.
Das DMI unterhält außerdem eine Dienststelle in Narsarsuaq im Süden Grönlands, deren Aufgabe die Überwachung der Eisdecke und der Eisberge an der grönländischen Küste, die Kartierung des Eises und andere Aufgaben zur Absicherung der Navigation in den Gewässern um die größte Insel der Erde.